# Jamaree Bouyea
Jamaree Ray-Shaun Bouyea (Seaside, California, 27 de junio de 1999) es un baloncestista estadounidense que pertenece a la plantilla de los Milwaukee Bucks de la NBA, con un contrato dual que le permite jugar además en su filial de la G League, los Wisconsin Herd. Con 1,88 metros de estatura, juega en la posición de base o de escolta.

## Trayectoria deportiva

### Universidad
Jugó cinco temporadas con los Dons de la Universidad de San Francisco, en las que promedió 10,7 puntos, 3,6 rebotes, 2,6 asistencias y 1,3 robos de balón por partido. En sus dos últimas temporadas fue incluido en el mejor quinteto de la West Coast Conference.

#### Estadísticas
| Año     | Equipo        | PJ  | PT  | MPP  | %TC  | %3P  | %TL  | RPP | APP | ROB | TPP | PPP  |
| ------- | ------------- | --- | --- | ---- | ---- | ---- | ---- | --- | --- | --- | --- | ---- |
| 2017–18 | San Francisco | 36  | 10  | 13.3 | .327 | .231 | .682 | 1.7 | .9  | .7  | .3  | 2.5  |
| 2018–19 | San Francisco | 31  | 2   | 23.0 | .467 | .306 | .654 | 3.3 | 1.3 | .9  | .5  | 6.2  |
| 2019–20 | San Francisco | 34  | 34  | 33.1 | .492 | .310 | .671 | 4.4 | 3.5 | 1.6 | .6  | 12.2 |
| 2020–21 | San Francisco | 25  | 25  | 33.7 | .500 | .370 | .754 | 3.6 | 3.8 | 1.6 | .2  | 17.3 |
| 2021–22 | San Francisco | 34  | 34  | 36.2 | .470 | .367 | .755 | 5.0 | 4.0 | 1.8 | .9  | 17.3 |
| Total   | Total         | 160 | 105 | 27.5 | .472 | .337 | .712 | 3.6 | 2.6 | 1.3 | .5  | 10.7 |

### Profesional
Tras no ser elegido en el Draft de la NBA de 2022, el 14 de julio firmó contrato con los Miami Heat, con los que disputó las ligas de verano de la NBA y la pretemporada, en la cual promedió 8,5 puntos y 2,5 rebotes en los cuatro encuentros en los que fue alineado. Fue cortado antes del comienzo de la temporada, y pasó a formar parte de su filial en la G League, los Sioux Falls Skyforce.
Allí promediaba 19,0 puntos, 5,7 asistencias y 5,4 rebotes por partido, hasta que el 7 de febrero firmó un contrato de 10 días con los Heat.
El 12 de noviembre de 2023 firmó un contrato dual con los Portland Trail Blazers. Fue despedido el 22 de noviembre.
El 2 de marzo de 2024 firmó un contrato dual con los San Antonio Spurs.
El 15 de septiembre de 2024 fue cortado por los Spurs, pero regresó a los Austin el 29 de octubre.
El 4 de marzo de 2025 firmó un contrato dual con los Milwaukee Bucks.

## Estadísticas de su carrera en la NBA

### Temporada regular
| Año     | Equipo      | PJ | PT | MPP  | %TC  | %3P   | %TL  | RPP | APP | ROB | TPP | PPP |
| ------- | ----------- | -- | -- | ---- | ---- | ----- | ---- | --- | --- | --- | --- | --- |
| 2022-23 | Miami       | 4  | 0  | 16.3 | .462 | .400  | .500 | 1.3 | 1.0 | 1.0 | .5  | 3.8 |
| 2022-23 | Washington  | 1  | 0  | 5.5  | .000 | .000  | —    | 1.0 | .0  | .0  | .0  | .0  |
| 2023-24 | Portland    | 6  | 0  | 9.5  | .238 | .000  | —    | 1.7 | 1.3 | .0  | .0  | 1.7 |
| 2023-24 | San Antonio | 3  | 0  | 12.7 | .714 | 1.000 | —    | 3.0 | 1.0 | .3  | .0  | 3.7 |
| 2024-25 | Milwaukee   | 5  | 1  | 12.4 | .500 | .200  | .667 | 1.0 | 2.0 | .8  | .4  | 3.4 |
| Total   | Total       | 19 | 1  | 12.0 | .407 | .200  | .625 | 1.6 | 1.3 | .5  | .2  | 2.8 |